# 炫斗之王
《炫斗之王》是腾讯公司琳琅天上工作室推出的一款网络格斗游戏，目前处于内测阶段。系统操作与《拳皇》类似，并包含2名当前SNK旗下的格斗游戏“拳皇”的授权角色:特瑞·伯加德、二阶堂红丸。目前这两位角色已经下线。

## 评价
由于采用了与拳皇类似的基础系统（前/后回避 防御回避 能量反击 多级跳跃等），很容易就会让人上手而且熟悉一些基本角色。基于街机在国内的现状，这种在线的模式很快为人所接受，并且拥有相当的用户。

## 游戏角色
| 角色名字            | 英文名       | 性别 | 国籍     | 技能分类         | 奥义               |
| ------------------- | ------------ | ---- | -------- | ---------------- | ------------------ |
| 赤炎                | YAN          | 男   | 中国     | 稳健、进攻、灵巧 | 觉醒红枫           |
| 艾尔·布鲁           | Ell·Blue     | 男   | 未知     | 打击、蓄力       | 雷霆裁决           |
| 仓木薰              | Kaoru        | 女   | 日本     | 波动、灵巧       | 热能·飞向苍穹      |
| 月影岚              | Arashi       | 男   | 日本     | 抓投             | 狂暴月鸣           |
| 克莱尔              | Claire       | 女   | 英国     | 波动、进攻、灵巧 | 冰火两重天         |
| 布雷泽              | Brazel       | 男   | 西班牙   | 波动、稳健、进攻 | 混沌极璇           |
| 雷煌                | Legend       | 男   | 中国     | 波动、稳健、进攻 | 心静如水           |
| 紫瞳                | Ameth        | 女   | 中国     | 波动、抓投       | 鬼目紫葳           |
| 玄武                | Shanwoo      | 男   | 中国     | 蓄力、抓投       | 玄冥图腾           |
| 龙                  | Long         | 男   | 中国     | 打击             | 飞龙在天           |
| 酷比                | CoolB        | 男   | QQ堂王国 | 波动、陷阱、灵巧 | 酷比觉醒           |
| 胖达                | Panda        | 男   | 中国     | 波动、抓投       | 超级熊抱           |
| 琳恩                | Linn         | 女   | 中华台北 | 波动、灵巧       | 琳恩来啦           |
| 巴狱                | Prayuth      | 男   | 泰国     | 波动、蓄力、灵巧 | 诸行无常           |
| 李媛熙              | Lee          | 女   | 韩国     | 蓄力、灵巧       | 幻象魔破蹴         |
| 雪莉                | Shirley      | 女   | 中国     | 波动             | 密西西比河畔的春风 |
| 雷岳                | Ray          | 男   | 中国     | 抓投             | 不动如山           |
| 蛇吻                | Sheva        | X    | 东欧     | 抓投             | 香吻夺心           |
| 百里无邪            | Wuxie        | 男   | 美国     | 波动、蓄力、灵巧 | 九重春色万年       |
| 云飞                | Cloud        | 男   | 中国     | 波动、陷阱       | 行动代号D          |
| 杰克                | Jack         | 男   | 英国     | 波动、灵巧       | 奥丁之怒           |
| 琉璃                | Ruriy        | 女   | 中国     | 波动、蓄力、抓投 | 散幽诀-九殇        |
| 劲                  | King         | 男   | 中国     | 波动             | 疾风劲草           |
| 雪儿                | Ciel         | 女   | 中国     | 波动、灵巧       | CIEL暴击           |
| 希诺                | Xeno         | 男   | 中国     | 抓投、打击       | 暴怒火花塞         |
| 公子烈              | Blast        | 男   | 中国     | 打击投、蓄力     | 烈炎破晓           |
| 商之溟              | Seal         | 男   | 中国     | 打击、灵巧       | 冰封寂灭           |
| 安德烈              | Andrei       | 男   | 俄罗斯   | 打击             | 铁一般的意志       |
| 特瑞·伯加德(已下线) | Terry Bogard | 男   | 美国     | 波动、打击       | 三重喷泉           |
| 二阶堂红丸(已下线)  | Benimaru     | 男   | 日本     | 抓投             | 雷皇拳             |
| 九夜                | Kuya         | 男   | 中国     | 波动、打击       | 皓月诀-蚀          |

## 游戏模式
- 单人1v1模式：每人选1个角色进行对战，3局2胜（可选择使用快捷键出招）。
- 单人3v3模式：每人选3个角色进行对战，将对方全部角色打败为胜（可选择使用快捷键出招）。
- 组队模式：6个人，每3人一组，每人先一个角色进行对战，将对方全部角色打败为胜。
- 闯关模式：分人单人闯关和组队闯关。
- 一桶天下模式：打木桶得积分。
- 角色剧情模式：横版剧情式的闯关。
- 擂台模式:每周末定点限时开启，玩家点击抢擂，争夺挑战擂主的机会。打败原擂主后，挑战者成为新擂主。在限定时段内的最后一名胜者为本轮擂主。

## 特色系统
- 源力天赋系统：玩家通过游戏可获得经验值和源力值，用来强化技能和附加效果。当角色等级到达30级，可进行觉醒。觉醒后角色可使用消耗2级能量的奥义必杀技。
- 时装系统：玩家可使用游戏币购买游戏人物角色的多种时装，改变游戏中角色的发型和外观。
- 段位系统：通过匹配对战和战力评估，以段位数字衡量玩家的水平。
- 战队系统：玩家可创建和加入由多名玩家组成的战队。

## 问题
很多角色的必杀技存在着与早期格斗十分类似的痕迹，外形设定和角色很多的雷同或接近，被多数认为是一种借助成功例子上位的急功近利手法。游戏在版本更替之中，一些制作理念上反映出的，某些刻意对新手玩家过度保护和明显的角色强度保护。部分陈旧的已经被当今格斗游戏废弃的一些系统和设定，（很多角色甚至有自己的专用系统，而在其他格斗游戏中，这是共同的设定，而在"炫斗之王"中其他角色却无法实现）让一些曾经体验过其他有相当发展历史的同类游戏格斗玩家诟病不已。在批评中认为这是对底层玩家抛出的好球，而对追求正统格斗和对将来不抱追求的体现。